# العمارة المملوكية في القدس
العمارة المملوكية في القدس اصطلاح يُطلق على المباني التي شُيِّدت أو جُدّدت بالمدينة خلال فترة حكم المماليك (648‒923هـ/1250‒1517م). وتشمل قرابة تسعين أثرًا لا تزال قائمة اليوم بين أسوار البلدة القديمة وفي محيط الحرم القدسي الشريف؛ من بينها مدارسٌ وزوايا وخانات وحمّامات وسبل ماء وأسواق وبوابات، فضلاً عن إصلاحات شملت قبة الصخرة والمسجد الأقصى.

## الخلفية التاريخية
دخلت القدس رسميًّا تحت سيادة الدولة المملوكية عقب معركة عين جالوت (1260م). ورغم انتقال مركز الثقل السياسي إلى القاهرة، جعل السلاطين والأمراء من المدينة مسرحًا لنشاطٍ معماريٍّ كثيف، لما لها من مكانة دينية واقتصادية على طرق الحج والتجارة. كان الأميرُ سيف الدين تنكز الناصري (حاكم الشام 1312‒1340م) أهمَّ رعاة العمارة في القرن الرابع عشر؛ فقد أنشأ سوق القطانين وخانه وبابَه (1336م)، ومدرسة التنكزية (1328م)، وجدّد أجزاءً من الأقصى وقبة الصخرة.
بلغ النشاط ذروته في عهد السلطان الأشرف قايتباي (1468‒1496م) الذي استقدم مهندسين من القاهرة لبناء مدرسة الأشرفية وسبيل قايتباي (1482م) على الرصيف الغربي للحرم، وهما آخرُ منشآتٍ مملوكية كبرى في المدينة.

## السمات المعمارية
- المواد والإنشاء: اعتمد البناؤون الحجرَ الجيريَّ المحلّي، مع توظيف الأبلق (تبادُل الأحجار الفاتحة والغامقة) لإعطاء إيقاع لوني على الواجهات.
- الزخرفة: تميّزت البواباتُ بمقرنصاتٍ عميقةٍ تعلو قنطرة مدخلٍ غائر، مع كتاباتٍ تأسيسية محفورة بخط الثلث. تنتشر أيضاً ألواح الرخام المعرَّق، والنوافذ ذات الشبكات الحجرية.
- التخطيط: معظم المدارس والخوانق تتبع مخطّط «الصحن والإيوانين» حول فناء مكشوف، في حين تتكوّن الخانات (الوكالات) من صحون مربّعة تُفتح عليها إيوانات التخزين ونُزلُ التجّار في الطابق العلوي.
- العناصر المميِّزة للمدينة: ارتفاع المآذن محدود مقارنةً بالبوابات، وتأتي غالباً على الطراز المملوكي الدمشقي ذي الأقسام الثلاثة، كما تُزيَّن السُبُلُ بقبابٍ ضحلة وقناطر ثلاثية.

## التخطيط الحضري وانتشار المباني
تركّز البناء المملوكي على المحاور المؤدّية إلى الحرم، ولا سيّما الشارع الغربي (سوق القطانين) والشارع الشمالي (طريق باب السلسلة). ومع تقلّص دور بعض المنافذ الأيوبية، استُحدثت بواباتٌ جديدة للحرم وأكملت الأروقة الشمالية والغربية بما يتوافق مع حركة الحجّاج والتجّار.

## أبرز المباني المملوكية في القدس

### حول الحرم القدسي الشريف
- باب القطانين (1336م) – «أفخم أبواب الحرم» ويُعدُّ نموذجًا مكتملًا لبوابة مملوكية بالأبلق والمقرنص.

- مدرسة التنكزية (1328/29م) – وتضم اليوم مقر محكمة شرعية ومكتبة.
- مدرسة الأشرفية (1482م) – عُرفت بـ«جوهرة ثالثة» للحرم بعد قبة الصخرة والأقصى.
- سبيل قايتباي (1482م) – أشهر سبل الماء الإسلامية في المسجد الأقصى.

### داخل البلدة القديمة ومحيطها
- خان تنكز وسوق القطن – مجمع تجاري متكامل لخدمة قوافل التُجّار.
- حمّام العين وحمّام الشفاء – مثالان على حمّاماتٍ عامة مملوكية مرتبطة بالسوق.
- مدرسة السلامية (1338م)، المنجكية (1361م)، المزهرية (1481م).
- قصر السيّدة تنشق وضريحها (نهاية القرن 14م).
- مئذنة الفخرية (القرن 15م) – إحدى أربع مآذن للحرم، أُعيد بناؤها أكثر من مرّة.

## ألبوم صور

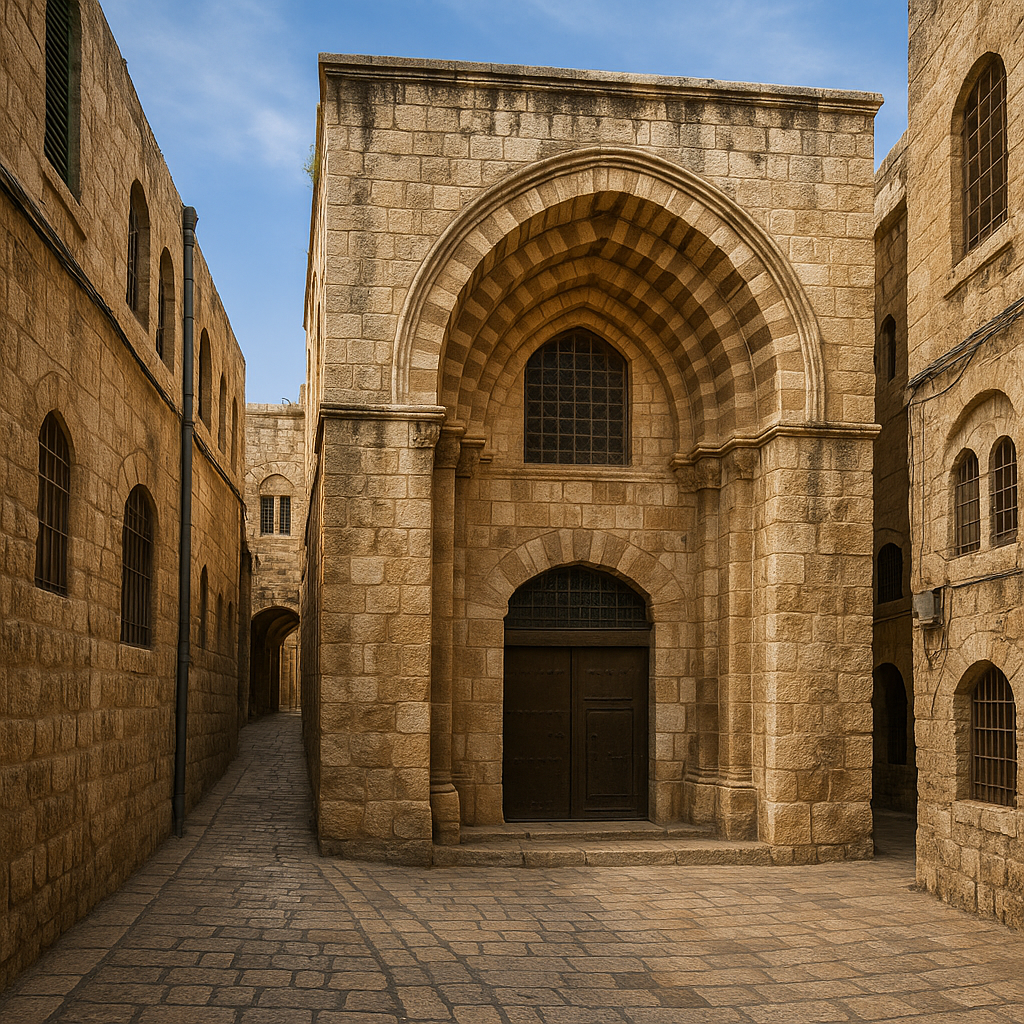
رسمة للرباط الحموي في البلدة القديمة بالقدس
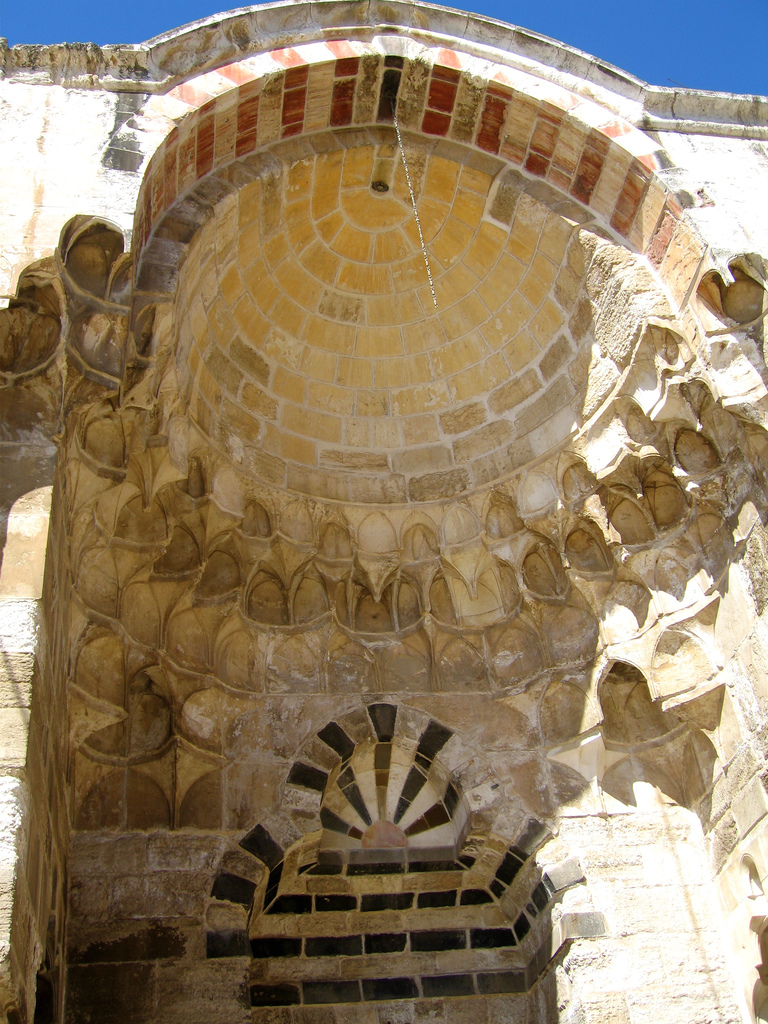
باب القطانين
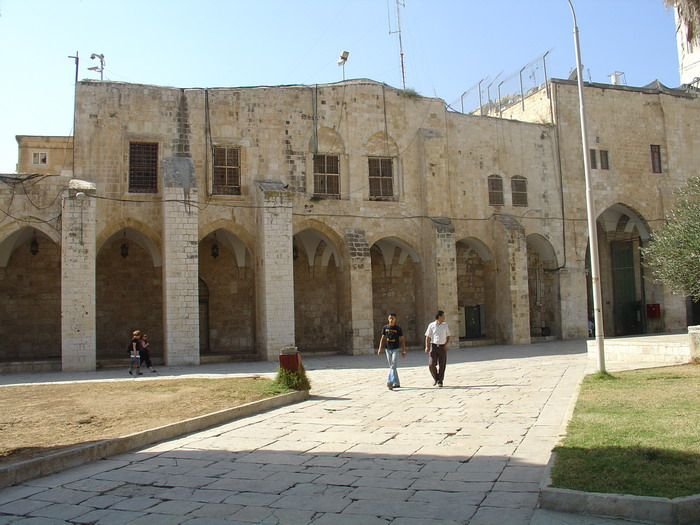
مدرسة التنكزية
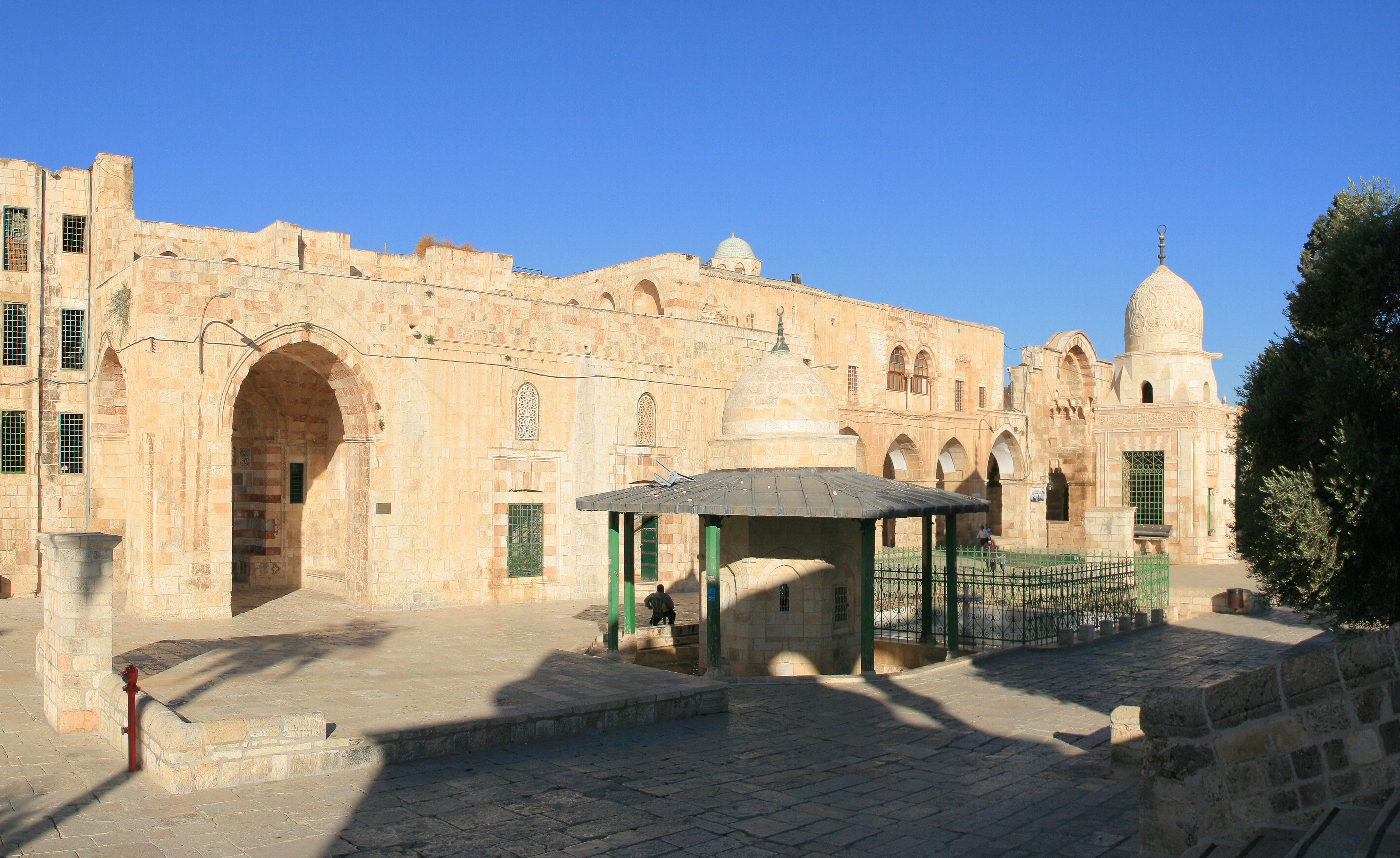
مدرسة الأشرفية
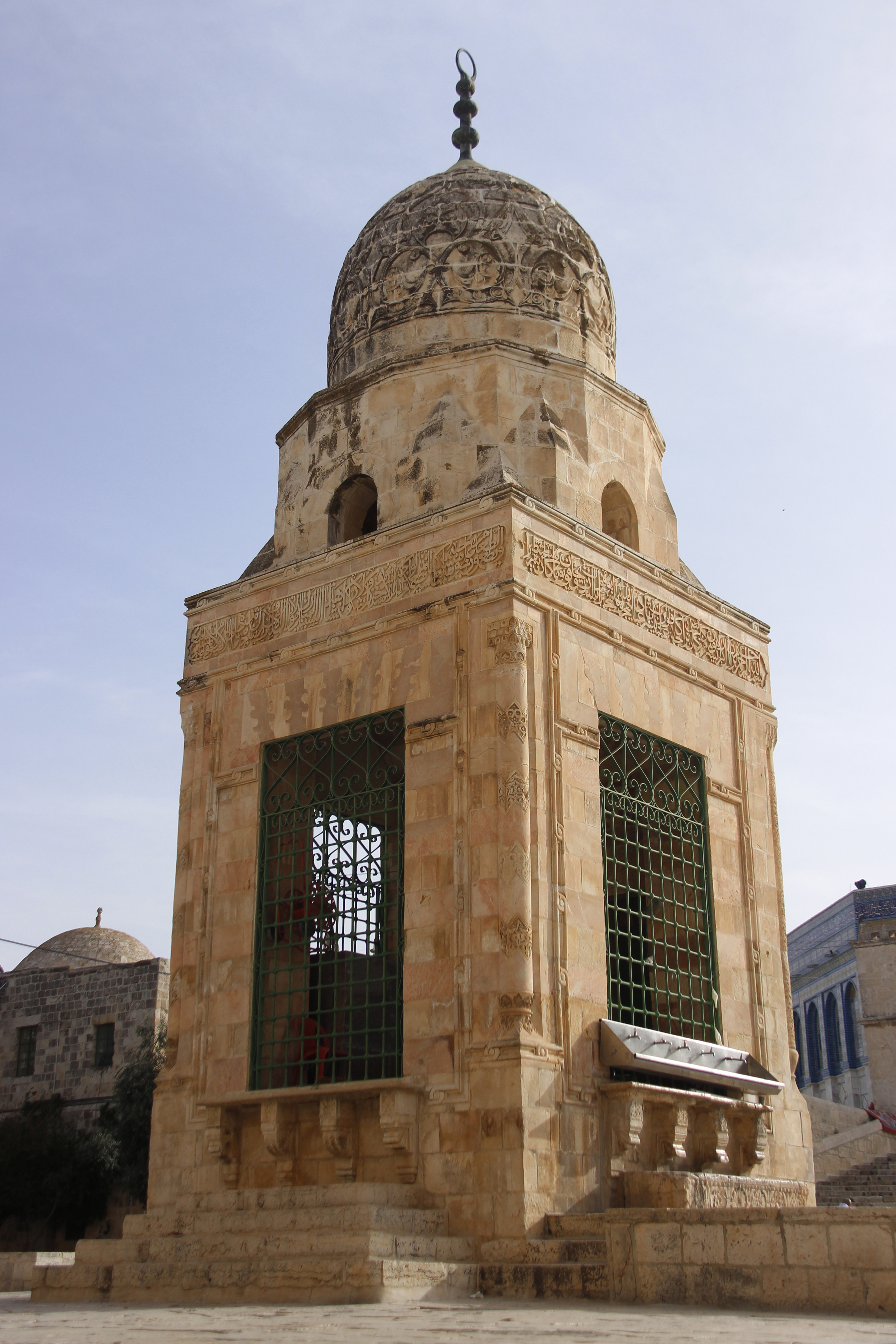
سبيل قايتباي في المسجد الأقصى
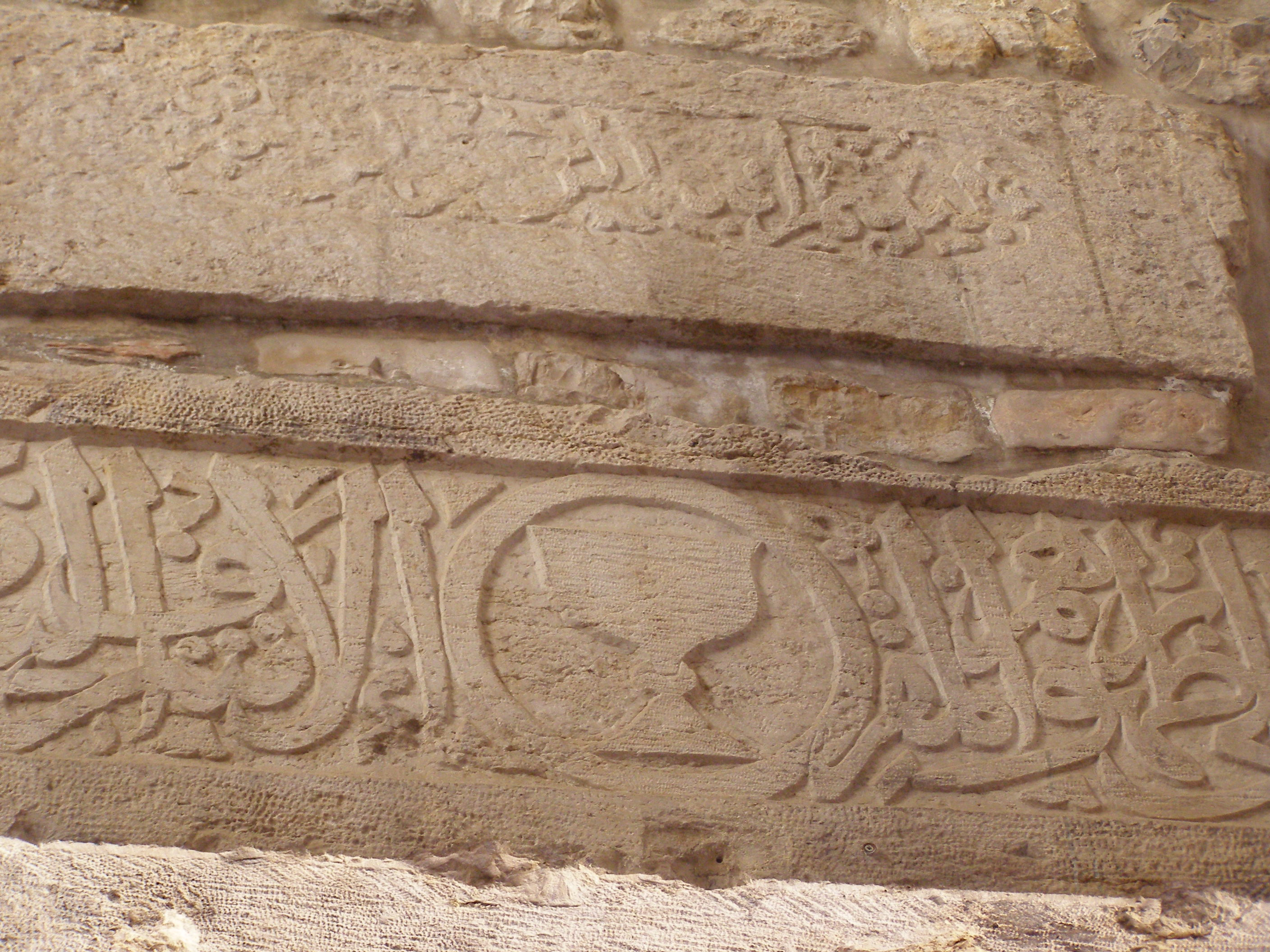
خان تنكز
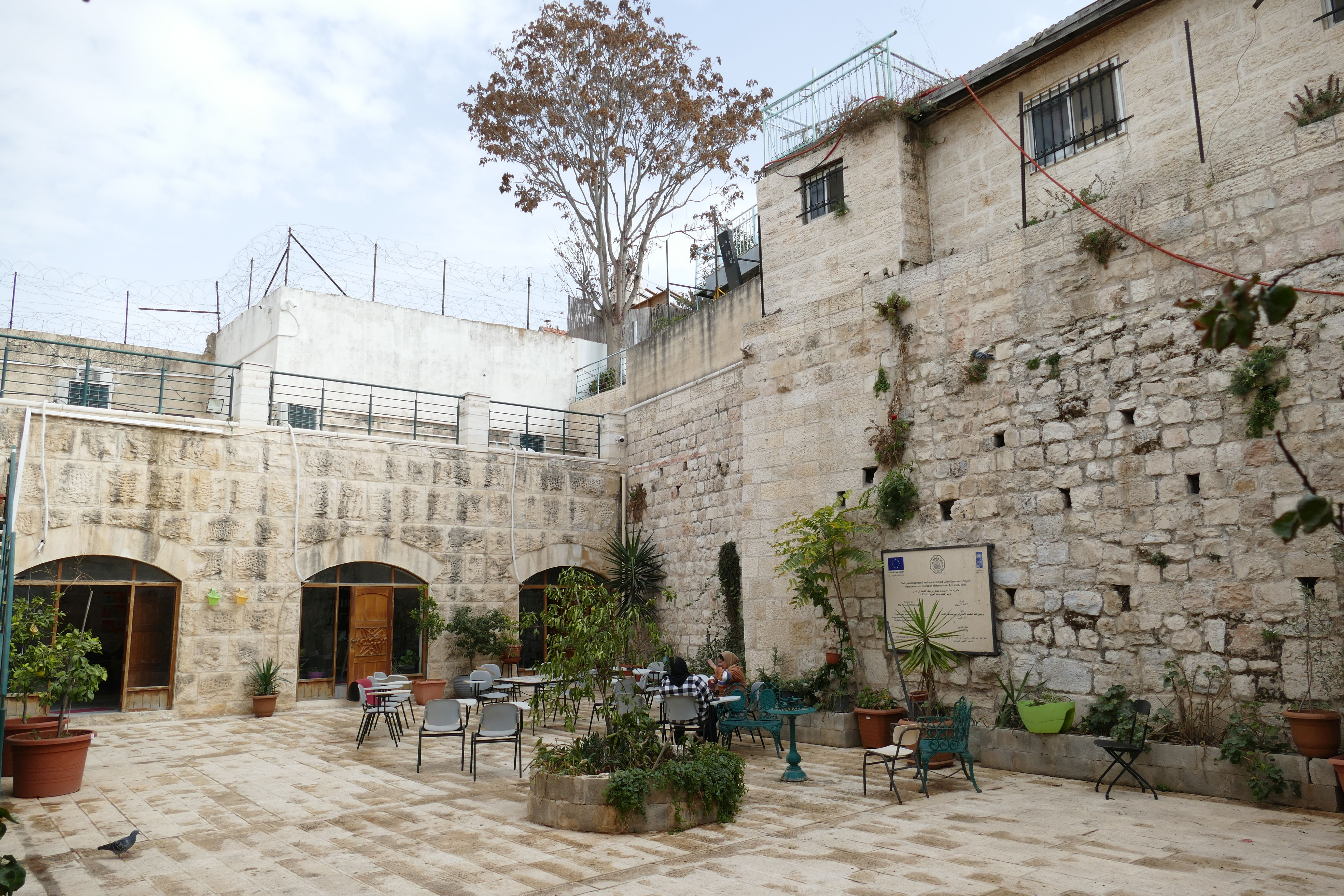
سوق القطن
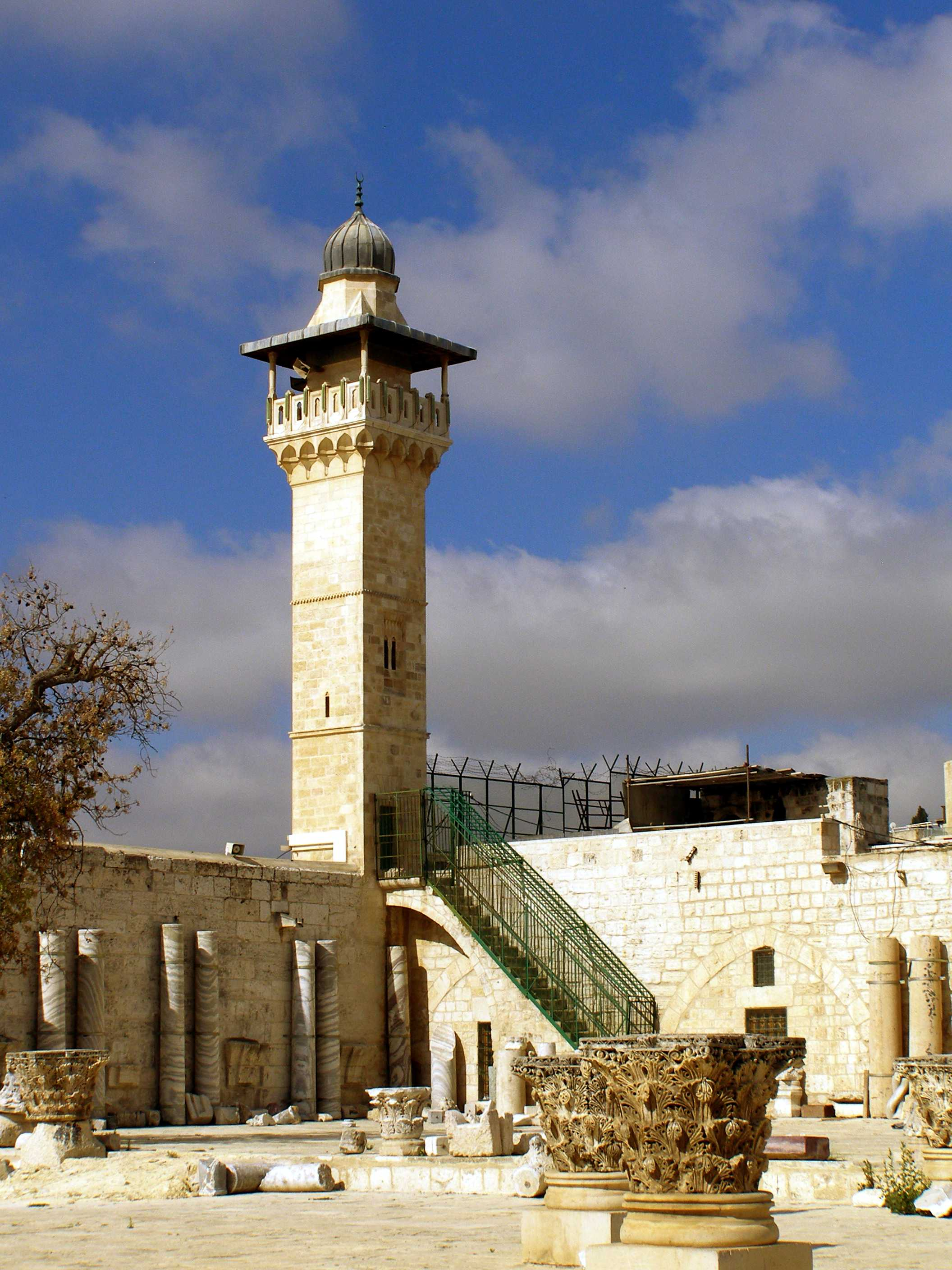
مئذنة الفخرية

## صون التراث
تولّت دائرةُ الأوقاف الإسلامية منذ القرن العشرين مشروعات ترميمٍ عدّة بالشراكة مع مؤسّسات دولية مثل اليونسكو. تركزت الأعمال على تدعيم الرقائق الحجرية، وتنظيف الزخارف، وإعادة تفعيل الأوقاف الملحَقة بالمباني. ويواجه التراث المملوكي تحدياتٍ متعدّدة أبرزُها التوسّع العمراني غير المنضبط، والاعتداءات على ممتلكات الأوقاف، والحاجة إلى تمويلٍ مستدام للصيانة الدورية.

## دراسات عربية إضافية
- عبد الرفيع جويطي، «المعالم المعمارية المملوكية في القدس»، مجلة كلية الآثار، جامعة القاهرة، ع 8 (2014).
- علي حسين طبيشات، «تخطيط وتطور المنشآت المملوكية حول الحرم»، أطروحة ماجستير، جامعة الخليل، 2020.
- محمد يوسف، «القدس في العصر المملوكي»، دار الكلمة، بيت لحم، 2023.

## وصلات خارجية
- أرش نت – مجموعة العمارة المملوكية
- ملامح الطراز المملوكي في مباني القدس